# Liste der Nummer-eins-Hits in Polen (2008)
Diese Liste enthält alle Nummer-eins-Hits in Polen im Jahr 2008. Es gab in diesem Jahr 16 Nummer-eins-Alben.
| Alben |
| --- |
| - Verschiedene Interpreten – The Best Christmas Album... Ever! - 2 Wochen (24. Dezember 2007 – 6. Januar 2008) - Feel – Feel - 5 Wochen (7. Januar – 10. Februar, insgesamt 27 Wochen; → 2007) - Verschiedene Interpreten – The Best Love... Ever! - 3 Wochen (11. Februar – 2. März) - O.S.T.R. – Ja tu tylko sprzątam - 2 Wochen (3. März – 16. März) - Feel – Feel - 1 Woche (17. März – 23. März, insgesamt 27 Wochen) - Piotr Rubik – Habitat, moje miejsce na ziemi - 1 Woche (24. März – 30. März) - Feel – Feel - 6 Wochen (31. März – 11. Mai, insgesamt 27 Wochen) - Madonna – Hard Candy - 1 Woche (12. Mai – 18. Mai) - Feel – Feel - 3 Wochen (19. Mai – 8. Juni, insgesamt 27 Wochen) - Verschiedene Interpreten – The Best Kids... Ever! - 1 Woche (9. Juni – 15. Juni, insgesamt 2 Wochen; → 2011) - Feel – Feel - 2 Wochen (16. Juni – 29. Juni, insgesamt 27 Wochen) - Ania Dąbrowska – W spodniach czy w sukience? - 2 Wochen (30. Juni – 13. Juli, insgesamt 4 Wochen; → 2013) - Feel – Feel - 4 Wochen (14. Juli – 10. August, insgesamt 27 Wochen) - The Cistercian Monks of Stift Heiligenkreuz – Chant – Music for Paradise - 1 Woche (11. August – 17. August) - Feel – Feel - 3 Wochen (18. August – 7. September, insgesamt 27 Wochen) - Mamma Mia! (Soundtrack) - 2 Wochen (8. September – 21. September, insgesamt 7 Wochen; → 2009) - Metallica – Death Magnetic - 3 Wochen (22. September – 5. Oktober, insgesamt 3 Wochen) - Maria Peszek – Maria Awaria - 1 Woche (6. Oktober – 12. Oktober) - Metallica – Death Magnetic - 1 Woche (13. Oktober – 19. Oktober, insgesamt 3 Wochen) - Mamma Mia! (Soundtrack) - 2 Wochen (20. Oktober – 2. November, insgesamt 7 Wochen) - AC/DC – Black Ice - 1 Woche (3. November – 9. November) - Mamma Mia! (Soundtrack) - 2 Wochen (10. November – 23. November, insgesamt 7 Wochen) - Coma – Hipertrofia - 2 Wochen (24. November – 7. Dezember) - Guns N’ Roses – Chinese Democracy - 1 Woche (8. Dezember – 14. Dezember) - Kasia Nosowska – Osiecka - 5 Wochen (15. Dezember 2008 – 18. Januar 2009, insgesamt 9 Wochen; → 2009) |

Die Angaben basieren auf den offiziellen Albumcharts der ZPAV.